# 佐藤正明 (聖職者)
佐藤 正明（さとう まさあき、1929年9月23日 - ）は、日本のカトリック聖職者・神学者。

## 人物・来歴
神奈川県藤沢市出身。1948年カトリック教会にて受洗（洗礼名ヨセフ）。上智大学卒、エルマー神学大学倫理神学科卒。玉川大学文学部講師、助教授、教授（教育学）。国際援助団体・手を貸す運動代表。社会福祉法人・地の星理事。西アフリカ・シエラレオネにあるグァダルーペ聖母女子学園（ＯＬＧ学園）を支援した。

## 著書
- 『善い生き方の教育』玉川大学出版部, 1983.2
- 『旧約聖書を生きる』柏樹社, 1985.4
- 『イエスが行く 短い劇で学ぶイエスの教えと生涯 3』燦葉出版社, 1990.4

### 共編著
- 『この笑顔を消さないで わたしのシエラ・レオネ』編著. 燦葉出版社, 1992.10
- 『あの笑顔が甦った シエラレオネ支援で起きた愛の奇跡』根岸美智子共編・共著. 聖母の騎士社・聖母文庫, 2008.12

翻訳
- マルク・オレゾン『現代文明はどこへ行くか 魔術師の弟子たち』(玉川選書 玉川大学出版部, 1979.2